# Malotaranivka
Malotaranivka (en ukrainien : Малотаранівка, en russe : Малотарановка, Malotaranovka) est une commune urbaine de l'est de l'Ukraine, dans l'oblast de Donetsk, dépendante du raïon de Kramatorsk. Elle était peuplée de 3498 habitants en 2025.

## Géographie
La commune se trouve sur la rive ouest de la rivière Kazenny Torets, un affluent de la rivière Donets, dans le bassin hydrographique du fleuve Don. Située dans la périphérie sud de la ville de Kramatorsk, elle est limitrophe au nord de la commune urbaine de Krasnotorka. Elle se trouve à 75,5 km au nord-nord-ouest de la ville de Donetsk.